# Burujuveltrast
Burujuveltrast (Erythropitta rubrinucha) är en fågel i familjen juveltrastar inom ordningen tättingar.

## Utbredning och systematik
Den förekommer i södra Moluckerna och delas in i två underarter med följande utbredning:
- Erythropitta rubrinucha rubrinucha – Buru
- Erythropitta rubrinucha piroensis – Seram

Tidigare behandlades den som en del av Erythropitta erythrogaster och vissa gör det fortfarande.

## Status
IUCN kategoriserar den som livskraftig.